# Деповская улица (Зеленогорск)
Депо́вская у́лица — улица в городе Зеленогорске Курортного района Санкт-Петербурга. Проходит от Кривоносовской улицы до улицы Героев.
Улица известна с 1920-х годов под названием Helsinginkatu, что с финского языка переводится как Хельсинкская улица. Этот геоним был дан по столице Финляндии городу Хельсинки.
После войны улицу переименования в Деповскую — по расположенному поблизости депо запаса железнодорожных составов. Рядом есть также Деповский переулок.

## Перекрёстки
- Кривоносовская улица
- Деповский переулок
- Улица Героев